# Vad mannen begär
Vad mannen begär är en amerikansk romantikfilm från 1948 i regi av Irving Reis. Filmen är baserad på Rumer Goddens roman Take Three Tenses.

## Handling
General Roland Dane, kallad Rollo, har pensionerat sig och ämnar tillbringa sin sista tid i den villa han en gång växte upp i, men som han som ung lämnade i vredesmod. Han tänker tillbaka på sitt liv och en olycklig kärlekshistoria. När han upptäcker att hans brorsdotter är på väg att begå samma misstag som han själv gjort försöker han få henne på andra tankar.

## Rollista
- David Niven - Sir Roland "Rollo" Dane, general
- Teresa Wright - Lark Ingoldsby
- Evelyn Keyes - Grizel Dane
- Farley Granger - Pax Masterson
- Jayne Meadows - Selina Dane
- Leo G. Carroll - Proutie
- Philip Friend - Pelham Dane
- Shepperd Strudwick - Marchese Del Laudi
- Henry Stephenson - General Fitzgerald
- Gigi Perreau - Lark som barn
- Peter Miles - Rollo som barn
- Edmund Breon - Bunny
- Melville Cooper - juvelerare